# Crackdown
Crackdown, lanzado en Japón como Riot Act, es un juego de acción urbana, lanzado el 20 de febrero de 2007 para la Xbox 360. Desarrollado por Realtime Worlds y distribuidor por Microsoft Game Studios. El juego viene de la mente de David Jones, quien ayudó a la creación de Grand Theft Auto y Lemmings. Un número limitado de las versiones lanzadas en América del Norte vienen con una invitación para la beta multijugador de Halo 3. El motor gráfico usa físicas realistas y un nuevo estilo de cel-shading.
Fue inicialmente prevista para el lanzamiento en la consola Xbox original, fue concebido como un vasto mundo en el que los jugadores pueden experimentar y explorar libremente. Microsoft Game Studios vendió ejemplares de Crackdown con un código de acceso a la beta multijugador del tan esperado Halo 3. El juego vendió 1,5 millones de copias en sus primeros seis meses de su lanzamiento. Ha recibido críticas positivas y ha ganado varios premios por su innovador modo de juego.

## Argumento
El juego se sitúa en un futuro cercano a nuestra época. El protagonista es un super agente dotado de tecnología y diferentes habilidades; a saber: agilidad, conducción, armas, explosivos y ataque físico. A medida que se va desarrollando la historia y aumentando las habilidades el agente va acabando con los sucesivos líderes de las tres diferentes bandas: Los Muertos, Volk y Shai-Gen, situados en 3 diferentes islas, que forman la ciudad de Pacific City. A medida que avanza el juego le son asignadas varias misiones al jugador, estas consisten en ir matando a los 7 jefes de cada una de las 3 bandas, para eliminar al último jefe de cada banda es necesario haber matado antes a jefes con menos jerarquía en la banda para que aumenten tus posibilidades de éxito.
no es necesario eliminar a los jefes en un orden específico, ya que la misión te es asignada cuando te acercas a la ubicación de estos. A medida que atropelles, dispares, lances granadas, golpes o encuentres orbes, se aumentara su habilidad.

### Pacific City
Pacific City está plagada de tres bandas distintas: Los Muertos, Volk y Shai Gen-. La Agencia, superado en número y en armas, se ve obligado a retirarse a su fortaleza, la Torre de la Agencia. Allí, los agentes sobrehumanos, una nueva casta de luchador contra el crimen, se crean. Corresponde a estos agentes para purgar tres distritos de la ciudad del Pacífico de las pandillas y que la Agencia pueda restablecer la paz.
- La fortaleza: de la agencia.

La ciudad se compone de tres grupos de islas, que forman los principales barrios de la ciudad. El horizonte está dominado por la enorme Torre Agencia en función de un islote solitario en el centro de la ciudad, es el edificio más alto de la ciudad y sede de la organización policial internacional conocido como la Agencia.
- La Mugre: de Los muertos.

Al este se encuentra La mugre (Green Bay) un lugar más acogedor. La Mugre es el hogar de Los Muertos. Traducido al inglés que significa la tierra. Tiene una isla del norte y del sur, el sur es la más poblada. Es la primera zona que se visita en el juego. Es a través de la puerta que marca 1 en la torre. Estas dos islas del Pacífico forma lateral Ciudad del Este.
Después de sofocar los Muertos La Mugre pasará a llamarse "Green Bay" como una señal de respeto a uno de los fundadores de la agencia.
- La guarida: de Los Volk

La guarida es uno de los tres distritos de Pacific City. En Crackdown, la guarida está controlado por el Volk gang. Esta es la isla donde se encuentra las zonas industriales de la ciudad como el muelle y las fábricas y canteras de la ciudad.La guarida es más tarde llamado "Hope Springs".
- El Corredor: de la Shai-Gen

El Corredor es la tercera isla y última de Pacific City, y casas de la corporación Shai-Gen y de los ciudadanos más ricos.
El Corredor es una zona de gran belleza que se parece a un barrio japonés o chino de la ciudad, que tiene algunos de los rascacielos más altos de la ciudad, a los agentes más ágil puede escalar los edificios. A diferencia de las otras dos islas banda, El Corredor se divide en tres pequeñas islas conectadas entre sí a través de puentes y es una zona que se destaca en gran medida en comparación con el resto de la ciudad del Pacífico, debido a su edificios altos se indica con luces de neón.
Shai-Gen carteles de propaganda se pueden encontrar en la mayoría de los edificios en el Corredor, junto con carteles de neón que muestran el símbolo de la Corporación Shai-Gen.
Otras características notables del corredor, es la isla más pequeña cubierta de hierba hacia el norte de la zona, que alberga Instituto Dr. Baltazar Czernenko de Investigación y un pequeño parque. Esta área en gran medida contrasta con el resto del Corredor construido.
Una vez que la Corporación Shai-Gen ha sido retirado del Corredor, el área se denominará "Unidad Heights" por la Agencia.

### Habilidades
- Agilidad: mientras más agilidad ganes incrementa tu velocidad y la altura de tus saltos.

La obtienes encontrando los orbes de agilidad en las azoteas completando carreras de azoteas y disparando desde grandes alturas.
- Conducción: te ayuda a controlar mejor el vehículo y tener más velocidad.

La obtienes cruzando los indicadores de acrobacia con un vehículo y atropellando a tus enemigos.
- Fuerza: te ayuda a levantar objetos cada vez más pesados y aventarlos a distancias más lejos.

La obtienes golpeando a tus enemigos y lanzándoles cualquier cosa.
- Explosivos: te ayuda a que el radio de tus explosiones sea más grande y causen mayor daño.

La obtienes eliminando enemigos con granadas o el lanzacohetes.
- Armas: te sirve para tener una mejor precisión con las armas y mayor daño.

La obtienes eliminando enemigos con cualquier arma.

### Bandas

#### Los muertos
Los Muertos rápidamente han crecido de una pequeña banda de traficantes de drogas de América Central en una operación de narcóticos significativos que domina las dos islas que forman parte este del Pacífico de la ciudad, un barrio conocido ahora como "La Mugre". 
La banda de "La Muerte" designación fue elegido originalmente para atemorizar a los que podrían atreven a ponerse en su camino, ahora su nombre está más asociado con las consecuencias de su vil comercio. 
Los miembros de Muertos son formidables combatientes con notable fuerza bruta y la brutalidad de igualar. También son reconocidos especialistas de vehículos, el robo y la personalización de los mejores coches y furgonetas antes de usarlos con gran efecto en los crímenes y escapadas. 
Miembros notables
- Juan "El Número" Martínez - Juan Información suministros y las finanzas a Los Muertos. Él está situado en la ladera de la Vivienda.
- José "Tremendo" Guerra - José está a cargo de la operación de narcotráfico de Los Muertos. Él se encuentra en el club nocturno de Guerra.
- Rafael "Chuco" Díaz - Rafael es el proveedor de vehículos para la pandilla. Él se encuentra en el garaje de Easy Riders.
- Rodrigo "Montana" Álvarez - Rodrigo es el preparador físico de todos los Muertos. Él se encuentra en el Complejo de Deportes Sportiz.
- Ramón "Pistola" González - Ramón es el proveedor de armas para la pandilla. Él se encuentra en el Faro.
- Violetta "Santa María" Sánchez - Violetta es el reclutador de matones de la calle nueva. Ella se encuentra en Apartamentos El Castillo.

Don Domingo "El Brazo" García - No es la piedra angular de toda la banda. Se queda en su villa.

#### Los volk
Cansado de combate sin tregua por salarios bajos y el reconocimiento no, las milicias endurecido de toda Europa del Este se reunieron para poner sus habilidades a un uso más rentable: la delincuencia organizada. La financiación de la agencia ha hecho esto posible, por lo que la baraja se había Volk fuerte ética y un vasto arsenal de municiones y vehículos blindados de la guerra.
Los "Lobos" abrazar estricta disciplina militar y son expertos en el uso de armas de fuego y explosivos. Ellos reforzar sus filas con inmigrantes ilegales calificados y utilizar el resto como una fuerza de trabajo disponible.
El Volk controles toda la zona industrial de Ciudad del Pacífico, conocido localmente como "La guarida". rasgo más notable del distrito es espesa niebla con humo de supresión, apropiada para ese régimen opresivo. 

Miembros Notables
- Sergei "Sovetnik" Yuriev - Sergei está a cargo de flujo de efectivo para el Volk. Él se encuentra en la Refinería de Puregy.
- Igor "Rafik" Biragov - Igor se encarga de suministrar vehículos a Volk. Él se encuentra en la ciudad de Entrenadores.
- Natalya "Zorro Blanco" Gryzunova - Natalia es el preparador físico del Volk. Ella se encuentra en el Observatorio o el Mercado Negro.
- Boris "Barón" Mikhailov - Boris es el encargado de transportar a inmigrantes ilegales en el Pacífico de la ciudad. Él se encuentra en los muelles.
- Viktor "maldición" Rabotnikov - Viktor es el proveedor de armas para el Volk. Él se encuentra en el campamento de Johnson.
- Olga "Carne" Romanova - Olga es el proveedor de los explosivos con el Volk. Ella se encuentra en la cantera de Mason.
- Vladimir "El Lobo" Golyak - Vladimir es el Kingpin del Volk. Se aloja en el Rig Exetron petróleo.

#### La corporación Shai-Gen
La Corporación Shai-Gen es un siniestro y omnipresente fuerza del mal. Fue fundada y financiada por el gobierno anterior con un mandato para desarrollar soluciones radicales de defensa preventiva. 
Su investigación científica intensiva, las iniciativas de influencia estratégica y la propaganda negro arrojado resultados sorprendentes e inquietantes. La división se convirtió en creciente independencia financiera (probablemente a través de fuentes ilícitas) y más poderoso que su patrón original. Esto condujo a su compra por un misterioso individuo y el nacimiento de la Corporación Shai-Gen ... y como resultado, la Agencia. 
Shai-Gen está basado en "El Corredor", un espacio creado para el lujoso estilo de vida de su personal y una utopía superficiales para sus ciudadanos adormecida. 
 Miembros Notables
- Thadeous Oakley - Thadeous es el director de prensa de la Corporación . Él se encuentra en el Centro de Exposiciones.
- Dr. Baltazar Czernenko - Balthazar es el director de investigación de Shai-Gen. Él se encuentra en el Instituto de Investigación.
- Melissa Fang-Yin - Melissa es el director de inteligencia de la Corporación Shai-Gen. Ella se encuentra en el Banco de conocimientos.
- Vitaly Rzeznik - Vitaly es el director de seguridad. Él se encuentra en Insight servicios de ventanilla.
- Coronel Axton Cowell - Axton es el director de defensa de la Shai-Gen. Él se encuentra en Central Point.
- La señora Timbol - Sra. Timbol es el Director de Recursos Humanos para la corporación. Ella se encuentra en la realidad humana Incorporated.
- Wang Lun Zuang - Wang es el jefe de la Shai-Gen. Él se encuentra en su oficina, conocida como La Torre.

## Secretos o Curiosidades
- Hay 300 orbes ocultos que te aumentan un poco de cada habilidad.

- Cuando matas o exterminas a un jefe, depende de que habilidad uses, te dan muchas orbes.

- Los vehículos de los muertos parecen tuneados, pero en realidad son los mismos.

- Los muertos aunque provienen de América Central usan muchas jergas mexicanas.

- Los pacificadores (la fuerza armada de la agencia), parecen más fuertes que las bandas pero son más débiles.

- Al parecer Pacific city era de China o Japón y ahora es de algún país de América.

- La agencia tiene pocas armas y vehículos.

- Hay patitos de hule escondidos en varios lugares.Si agarras uno y se lo lanzas a algún enemigo, lo mataras instantáneamente, sin importar que tan fuerte sea.